# Route nationale 9 (Belgique)
Pour les articles homonymes, voir N9 et Route nationale 9.
La N9 est une route en Belgique reliant Bruxelles à Ostende. Elle est longue de plus de 116 kilomètres.
Dans le passé, la route présentait un ancien « profil de route goudronnée » sur presque toute sa longueur (3 voies, dont celle du milieu pouvant être utilisée dans les deux sens), ce qui a entraîné de nombreux accidents mortels. Aujourd'hui, pour des raisons de sécurité, celle-ci a été remplacée par une configuration 2x1 voies avec un terre-plein central la plupart du temps. Avant 1985, cette route s'appelait N10, c'est pourquoi l'autoroute de remplacement a été nommée A10 . De nos jours, l' A10 / E40 est une alternative beaucoup plus rapide pour se rendre de Bruxelles à Ostende.

## Tracé
La route part de la Petite Centure de Bruxelles, à la Porte de Flandre . La N9  traverse les communes de Molenbeek-Saint-Jean et Berchem-Sainte-Agathe dans l'agglomération bruxelloise puis quitte la Région de Bruxelles-Capitale .
À Zellik, la route passe juste au nord de l' échangeur de Grand-Bigard sous la Grande ceinture de Bruxelles , avec laquelle une bretelle d'accès est aménagée.  L'itinéraire actuel contourne ensuite le centre du village de Zellik par le nord et a le profil d'une route express, construite dans la seconde moitié des années 1990. La route continue ensuite à travers le centre du village d' Asse et les hameaux de Krokegem et Asse-ter-Heide. . La route passe ensuite par Hekelgem, dans la commune d'Affligem, dans la province de Flandre orientale .
La N9 passe par Erembodegem (localité d' Alost ) en direction du centre d'Alost. La route contourne alors le centre-ville.
Après le quartier de Vijfhuizen , la N9 continue vers l'ouest à travers le territoire d' Erpe, d' Erondegem et Erpe-Mere . Dans la commune de Lede, la N9 passe au sud du hameau de Papegem et traverse le centre du village d' Oordegem . La route traverse ensuite le territoire de Wetteren, Westrem et Massemen avant de passer devant le hameau de Quatrecht . A Melle, la N9 passe à quelques centaines de mètres au sud-ouest de l' Escaut . La route traverse le centre du village de Melle, puis traverse le Canal périphérique de Gand avant de passer sous le R4 , avec lequel il y a une entrée et une sortie. La route quitte Melle via le quartier de Vogelhoek .
La route passe ensuite par  Gentbrugge . De là, la ligne de tram T2  suit le tracé de la N9 jusqu'au centre-ville de Gand et circule sur site propre. La N9 passe à Gentbrugge sous l' autoroute A14 / E17 où il y a une entrée et une sortie. Elle traverse ensuite le centre-ville de Gand via la Keizerpoort. La N9 quitte après la ville de Gand au nord-ouest via Mariakerke et s'alonge sur plus de 4 kilomètres le long de la rive nord du canal Gand-Bruges . Ici, la route continue sous le R4, avec lequel il y a à nouvel échangeur, puis traverse à nouveau le Canal de Gand (limite avec Evergem ) et le Nieuwe Kale ), tous deux via le pont de Nieuwekale, situé peu après la Lieve , délimitation avec la commune de Lievegem .
À Lovendegem, la N9 quitte la rive du canal et tourne vers le nord. La route longe le centre de Waarschoot et le quartier de Kere via le hameau de Beke à la limite des autres sections de Lievegem , Zomergem et Waarschoot , . La N9 entre ensuite dans la ville d' Eeklo et tourne à nouveau vers l'ouest, tout droit en traversant le Markt et le centre-ville. La N9 traverse le canal de Schipdonk dans le hameau de Balgerhoeke puis passe par le centre d' Adegem jusqu'au centre de Maldegem . Le tracé actuel de la N9 ne traverse plus le centre historique mais le longe en arc de cercle vers le sud. A l'ouest du centre, l'ancienne route est à nouveau suivie en direction de la Flandre occidentale .
Dans la commune de Damme, la N9 traverse le centre  de Sijsele . La route passe devant le domaine de Ryckevelde et de Male jusqu'à la localité brugeoise de Sainte-Croix . La route atteint le centre-ville de Bruges au niveau de la Kruispoort . La N9 quitte à nouveau la ville via l' Ezelpoort et le quartier de Scheepsdale . À Saint-Pierre-sur-la-Digue, le canal Bruges-Ostende est traversé via le pont Scheepsdale , puis passe sous la N31 / E403.
Ensuite, la route traverse le territoire de l Zuienkerk, Meetkerke et Houtave , puis suit la Noordede sur 10 kilomètres , à travers le territoire de Vlissegem et Klemskerke jusqu'à Bredene . A Bredene, la N9 s'étend sur plus d'un kilomètre dans le quartier de Sas-Slijkens le long du canal Bruges-Ostende. Ensuite, elle traverse le canal pour se terminer à Ostende au croisement avec la N34.

## Anecdote
La route entre Bruxelles et Alost comprend 13 radars sur 19 km.